# 密码体制
密碼學中，密码体制（英語：Cryptosystem）是一套密碼學算法，用以提供某種安全性，如機密性（對應算法稱為加密）。 
典型的密碼體制有三部分：密钥生成、加密、解密。而「密碼」（或）一詞，有時則僅指加密與解密這對算法。相比之下，密碼體制則包含密钥生成算法，所以有時用作強調其重要性。故「密碼體制」常用於討論公鑰技巧，而「密碼」和「密碼體制」皆會用於討論對稱密鑰加密技巧。

## 嚴格定義
密码学中，密码体制是满足以下条件的五元组 {\displaystyle ({\mathcal {P}},{\mathcal {C}},{\mathcal {K}},{\mathcal {E}},{\mathcal {D}})}：
1. {\displaystyle {\mathcal {P}}}表示所有可能的明文的有限集，稱為明文空間。
2. {\displaystyle {\mathcal {C}}}表示所有可能的密文的有限集，稱為密文空間。
3. {\displaystyle {\mathcal {K}}}表示所有可能的密钥的有限集，即密钥空间。
4. 对任意{\displaystyle k\in {\mathcal {K}}}，均存在一个确定的加密規则{\displaystyle E_{k}}，是{\displaystyle {\mathcal {P}}\rightarrow {\mathcal {C}}}的函數。{\displaystyle {\mathcal {E}}}是該些加密函數組成的集合。
5. 同樣对任意{\displaystyle k\in {\mathcal {K}}}，均存在確定的解密規則{\displaystyle D_{k}}，是{\displaystyle {\mathcal {C}}\rightarrow {\mathcal {P}}}的函數。{\displaystyle {\mathcal {D}}}為該些解密函數的集合。
6. 最後，對每個公鑰{\displaystyle e\in {\mathcal {K}}}，存在私鑰{\displaystyle d\in {\mathcal {K}}}使得{\displaystyle D_{d}(E_{e}(p))=p}對全部{\displaystyle p\in {\mathcal {P}}}成立。[2]

以上定義中，並未分辨加密法是對稱密鑰加密還是公开密钥加密。若僅考慮加密與解密鑰相等的情況，則末三個條件可改寫為：
对任意{\displaystyle k\in {\mathcal {K}}}，均存在一个确定的加密法则，{\displaystyle E_{k}\in {\mathcal {E}}}和对应解密法则{\displaystyle D_{k}\in {\mathcal {D}}}；并对每一组{\displaystyle E_{k}:{\mathcal {P}}\to {\mathcal {C}}}和{\displaystyle D_{k}:{\mathcal {C}}\to {\mathcal {P}}}，都对任意明文{\displaystyle p\in {\mathcal {P}}}有{\displaystyle D_{k}(E_{k}(p))=p}。
末一項保证了使用加密方式对明文进行加密後，也可用相应的解密方式对密文进行解密，得到原本的明文。該條件推出，加密方式必须是一个单射函数，即不同明文加密后不可对应相同密文。如果密文空间和明文空间一样，那么这个加密方式就是一个置换。

## 例
古典例子有凱撒密碼，其加密方式是字母表的一個置換。現代例子則有RSA密码体制。